# Marie-Christine de Quatrebarbes
Marie-Christine de Quatrebarbes (vormals Marie-Christine Herriger) (* 20. Dezember 1970 in St. Gallen, Schweiz) ist eine ehemalige deutsche Schauspielerin.

## Leben
De Quatrebarbes spielte unter ihrem früheren Nachnamen Herriger von 1992 bis 1993 die Rolle der Julia Backhoff in der Seifenoper Gute Zeiten, schlechte Zeiten. Des Weiteren wirkte sie in Otto – Der Liebesfilm mit. Mittlerweile ist sie in der Modebranche tätig. Im Juli 2011 sowie im September 2012 war sie in der Reihe Goodbye Deutschland auf VOX zu sehen, in der ihr Leben in Paris dokumentiert wurde.
Sie ist mit dem Unternehmer Thomas de Quatrebarbes verheiratet; beide haben gemeinsam drei Kinder.
Seit 2013 lebt sie in Berlin und seit 2014 arbeitet sie als Country Managerin für die Modemarke The Kooples.

## Filmografie
- 1992: Otto – Der Liebesfilm
- 1992–1993: Gute Zeiten, schlechte Zeiten